# Mycosphaerella brassicicola
Mycosphaerella brassicicola är en svampart som först beskrevs av Duby, och fick sitt nu gällande namn av Gustav Lindau 1897. Mycosphaerella brassicicola ingår i släktet Mycosphaerella och familjen Mycosphaerellaceae.  Arten är reproducerande i Sverige. Inga underarter finns listade i Catalogue of Life.